# Oton II. Bavarski
 Oton II., bavarski vojvoda, grof Renskega palatinata, * 7. april 1206, Kelheim, † 29. november 1253, Landshut.
Oton II. je v zapletenih okoliščinah cesarsko-papeškega spora večkrat menjal stran, nazadnje pa je trdno pristal na strani cesarja Friderika II. Z doslednim uveljavljanjem svojih deželno knežjih pravic in ob izumrtju pomembnih bavarskih plemiških rodbin je močno povečal wittelsbaško posest in utrdil svojo vojvodsko oblast.

## Poreklo in mladost
Oton II. je bil sin bavarskega vojvode Ludvika I. in Ljudmile Češke, vdove po bogenskem grofu Albertu III.
Leta 1212 je Otona oče zaročili z welfsko princeso Agnes, hčerko Henrika, brata (tedaj že precej nemočnega) cesarja Otona IV. Na oblast prihajajoči novi nemški kralj, Friderik II. je leta 1214 Otonu podelil v fevd Renski palatinat kot plačilo za očetov prestop na štaufovsko stran. Oton se je leta 1220 poročil, leta 1228 pa so ga slavnostno proglasili za viteza (obred nošenja meča). Odtlej je Renskemu palatinatu vladal samostojno. Leta 1231, po zagonetnem očetovem uboju na kelheimskem mostu, je v zelo zapletenih okoliščinah postal tudi bavarski vojvoda.

## Odnosi s Štaufovci
Splošno mnenje je bilo, da so bili v očetov uboj vpleteni Štaufovci. Cesar Friderik II., ki se je v glavnem zadrževal v Italiji in papež Gregor IX. sta bila v sporu glede svojih pristojnosti in si pri tem skušala pridobiti čim več pristašev; Friderikov tedaj dvajsetletni sin, nemški kralj Henrik, ki naj bi vladal v Nemčiji, pa se je upiral očetu. V takšnih okoliščinah se je Oton držal sprva stran od Štaufovcev.
Oton je v uveljavljanju svojih fevdalnih pristojnosti hitro prišel v spor z bavarskimi (nad)škofi (v mestih Salzburg, Regensburg, Augsburg, Freising), ki so tudi želeli vladati. V sporu z zadnjim Babenberžanom, avstrijskim in štajerskim vojvodo Friderikom Bojevitim, je leta 1233 na čelu močne vojske na Zgornjem Avstrijskem zavzel mesto Wels. V povračilo je Friderikov zaveznik, nemški kralj Henrik, skozi zahodno Bavarsko napadel Regensburg in Oton je za rešitev zapleta moral Henriku predati za talca svojega sina Ludvika. Ko je za to zvedel cesar, je zahteval od Henrika, da talca osvobodi, kar je Otona približalo cesarju. Cesar je iz Italije prišel v Nemčijo; Henrika so njegovi pristaši takoj zapustili. Oče mu je odvzel kraljevi naslov. Preden ga je poslal v zapor v Apulijo, je imel Henrika nekaj časa zaprtega na Otonovem gradu v Heidelbergu. Svojega drugega sina Konrada, ki ga je imenoval za novega nemškega kralja, je cesar zaročil z Otonovo hčerko, ki pa je že pred poroko umrla.
Oton je leta 1235 je na mainškem dvornem zboru prispeval k poravnavi med Welfi in Štaufovci s tem, da se je odpovedal braunschweški dediščini svoje welfske soproge in podprl napredovanje Welfa Otona Otroka v državnega kneza.
Junija 1236 je cesar Frideriku Bojevitemu izrekel reichsacht (izločil ga je iz pravnega reda) in Otonu poveril izvršitev. Oton je skupaj s škofom Passaua najprej brez uspeha oblegal Linz, potem pa je skupaj s češkim kraljem Vaclavom I. zlahka vdrl na Dunaj (kjer so se svojemu vojvodi uprli meščani). Na državnem zboru, ki ga je cesar sklical na Dunaju, je Oton verjetno pričakoval plačilo. Ker pa je cesar vojvodini (Avstrijo in Štajersko) vrnil neposredno državi, se je ponovno odvrnil od cesarja in se pod vplivom passauskega kanonika in stolnega dekana Alberta Beheima, papeževega odposlanca, ki je bil poznan kot fanatičen nasprotnik cesarja, priključil papeževi stranki (1237/38). Prišlo je do neobičajne situacije, ko je bila bavarska škofovska cerkev tako rekoč enotno na strani cesarja, bavarski vojvoda pa na strani papeža. Bavarska je bila tako leta 1240 v globoki krizi, ko so mogočni Andeški s svojimi zavezniki upirali vojvodi in je kralj Konrad grozil z vpadom v Bavarsko. Ko pa je leta 1246 del nemških knezov za protikralja izvolil turinškega deželnega grofa Henrika Raspeja IV., ki Otonu ni bil pogodu, se je Oton v spremenjenih razmerah spet znašel na štaufovski strani.
Leta 1246 je zvezo med Otonom in cesarjem utrdila poroka med cesarjevim sinom Konradom in Otonovo hčerko Elizabeto. Otona je zato doletelo papeževo izobčenje. Istega leta je v boju proti Ogrom padel Friderik Bojeviti. Z njim so Babenberžani po moški strani izumrli. Cesar je vojvodino Avstrijo obravnaval kot državi zapadli fevd in njeno upravljanje prepustil Otonu. A je bilo avstrijsko plemstvo bolj naklonjeno Vaclavovemu sinu, kasnejšemu češkemu kralju Otokarju II.; Oton II. vojvodine ni mogel obraniti, leta 1251 jo je zasedel Otokar II.
Leta 1250 je cesar Friderik II. umrl. Njegov sin Konrad IV. se je odpravil na Sicilijo, kjer naj bi nasledil očeta; pred odhodom je junija 1251 na državnem zboru v Augsburgu Otonu prepustil upravljanje nemškega kraljestva.

## Utrjevanje deželno-knežje oblasti
Oton II. je, tako kot že njegov oče, ves čas imel v mislih  utrjevanje svoje knežje oblasti ter pridobivanje in zaokroževanje rodbinskih posesti. Med posvetnimi bavarskim plemstvom so mu bili pri tem glavni nasprotniki grofje Andeški-vojvode Meranski s svojimi zavezniki. Imel pa je srečo, da je v njegovem času izumrlo veliko visokih plemiških rodbin: poleg Andeških grofov tudi grofje Bogenski, Valleyski, Falkensteinski, Wasserburški in palatinski grofje Ortenburški. Dosledno je izkoriščal pravico, da njihove posesti vrne vojvodini. Ni jih dajal več v fevd, temveč je za njihovo upravljanje ustanavljal urade in pisarne, v katerih so posesti zanj upravljali njegovi ministeriali. Že v prvih letih vladanja je dal izdelati prvi vojvodinski urbar. Z bogensko posestjo je v svoj grb vključil tudi njihov belo-modri rombast vzorec.
Na območju Renskega palatinata je Oton leta 1232 prišel v spor za mainškim knezoškofom Siegfriedom III. Eppsteinom glede dediščine samostana Lorsch. Cesar je bil tedaj nadškofu naklonjen in mu je dodelil upravljanje samostana. Otonu pa je vendarle uspelo s pomočjo svojih ministerialov dobiti nadzor nad nekaterimi lorškimi posestmi v Lobdengauu in večinoma tudi v Odenwaldu. Oton je bil v sporu tudi s knezoškofom Triera, zaradi posesti ob reki Mozeli; vojaški poraz leta 1247/48 je pfalško oblast omejil na območja južno od reke Mozele.
Oton je umrl nepričakovano, sredi dela. Na območju vojvodine Bavarske je z doslednim uveljavljanjem svojih interesov napram cerkvenim knezom in vodilnim plemiškim rodbinam, od katerih jih je veliko izumrlo, močno povečal wittelsbaško posest in utrdil deželno knežjo oblast rodbine. Ni pa se mu posrečilo uresničiti njegovega največjega cilja, usvojiti vojvodino Avstrijo.

## Družina
Oton II. se je maja 1222 poročil s princeso Agnes (1201–1267), hčerko Welfa Henrika Starejšega, starejšega brata cesarja Otona IV. Imela sta 5 otrok:
- Elizabeta (1227–1273) ⚭ 1) 1246 nemški kralj Konrad IV.; 2) 1258 tirolski grof Meinhard II. (oziroma IV. Goriški), kasnejši koroški vojvoda
- Ludvik II. (1229–1294), zgornjebavarski vojvoda ⚭ 1) 1254 Marija Brabantska (1226–1256); 2) 1260 Ana, hči šlezijskega vojvode Konrada II. (1232/1235–1273/1274); 3) 1273 Matilda, hčerka nemškega kralja Rudolfa I.
- Henrik XIII. (1235–1290), spodnjebavarski vojvoda ⚭ 1244 Elizabeta (1236–1271), hčerka ogrskega kralja Bele IV.
- Zofija (1236–1289) ⚭ 1258 Gebhard VI., grof Sulzbacha in Hirschberga (1220–1275)
- Agnes (1240–1306), nuna v samostanu Seligenthal (Landshut)